# Frumușica (gmina w okręgu Botoszany)
Frumușica – gmina w Rumunii, w okręgu Botoszany. Obejmuje miejscowości Boscoteni, Frumușica, Rădeni, Storești, Șendreni i Vlădeni-Deal. W 2011 roku liczyła 5657 mieszkańców.